# Деламар, Розин
Рози́н Делама́р (фр. Rosine Delamare; настоящее имя — Дени́за Розаму́нда Делама́р (фр. Denise Rosemonde Delamare; 11 июня 1911, Коломб, Сен-Сен-Дени, Иль-де-Франс, Франция — 17 марта 2013, Париж, Франция) — французский художник по костюмам театра и кино.

## Биография
Розин Деламар родилась 11 июня 1911 года в городе Коломбе, Сен-Сен-Дени, Иль-де-Франс, во Франции. Дочь писателя и работника радио Жоржа Деламара (1881—1975). В то время, как её сестра Лиз Деламар (1913—2006) выбрала профессию актрисы кино, Розин Деламар стала художником по костюмам театра и кино. Является художником по костюмам более чем к 100 кинофильмам, преимущественно французским, но иногда зарубежным или совместного производства.
В кино Розин Деламар начала работать с 1938 года. В 1940-х годах несколько раз работала с режиссёром Андре Кайатом, в том числе над экранизацией Шекспира «Веронские любовники» (1949) с Сержем Реджани, Анук Эме, Пьером Брассёром в главных ролях. Были и другие звёздные постановки, например, «Ночные красавицы» (1952) режиссёра Рене Клера с Жераром Филипом, «Мадам де…» (1953) режиссёра Макса Офюльса с Шарлем Буайе и Даниэль Даррьё. За работу над костюмами в фильме «Мадам де…» Розин Деламар вместе с Юрием Анненковым была номинирована на премию «Оскар» за лучший дизайн костюмов.
Разработала костюмы для фильмов таких известных режиссёров, как Кристиан-Жак, Жюльен Дювивье, Жан Ренуар, Роберт Сиодмак. На международном уровне у Розин Деламар были работы в фильме режиссёра Джона Хьюстона «Корни неба» (1958) и в триллере «День шакала» (1973) режиссёра Фреда Циннемана. Создала костюмы для многих фильмов с участием звёзд европейского кино, таких, как Жан Габен, Жан Маре, Жанна Моро, Мишель Морган, Роми Шнайдер, Бриджит Бардо, Клаудия Кардинале, Мишель Мерсье, Милен Демонжо.
Среди популярных картин, для которых Розин Деламар создала костюмы, такие французские кинофильмы, как «Граф Монте-Кристо» (1942) в двух частях режиссёра Робера Верне, «Большие манёвры» (1955) режиссёра Рене Клера, «Красное и чёрное» (1954) и «Граф Монте-Кристо» (1961) режиссёра Клода Отан-Лара, «Королева Марго» (1954) режиссёра Жана Древиля, «Кристина» (1958) режиссёра Пьера-Гаспара Юи, «Три мушкетёра» (1961), «Шевалье де Пардайан» (1962), «Анжелика — маркиза ангелов» (1964), «Великолепная Анжелика» (1965), «Анжелика и король» (1966), «Неукротимая Анжелика» (1967), «Анжелика и султан» (1968) режиссёра Бернара Бордери, «Картуш» (1961) режиссёра Филиппа де Брока.
С 1962 по 1984 годы Розин Деламар также работала на телевидении, создавая костюмы для сериалов и телефильмов, — например, для телефильма «Дама с камелиями» (1984) производства Великобритании—США режиссёра Десмонда Девиса с Гретой Скакки и Колином Фертом. На протяжении всей творческой деятельности Розин Деламар также создавала костюмы для театральных спектаклей.
Последним фильмом, для которого Розин Деламар создала костюмы, был «Форт Саган» режиссёра Алена Корно с Жераром Депардьё и Катрин Денёв, выпущенный в 1984 году. За работу над костюмами в этом фильме Розин Деламар вместе с Коринн Жорри была номинирована на премию «Сезар» за лучшие костюмы.
Розин Деламар скончалась 17 марта 2013 года в возрасте 101 года в Париже.

## Фильмография

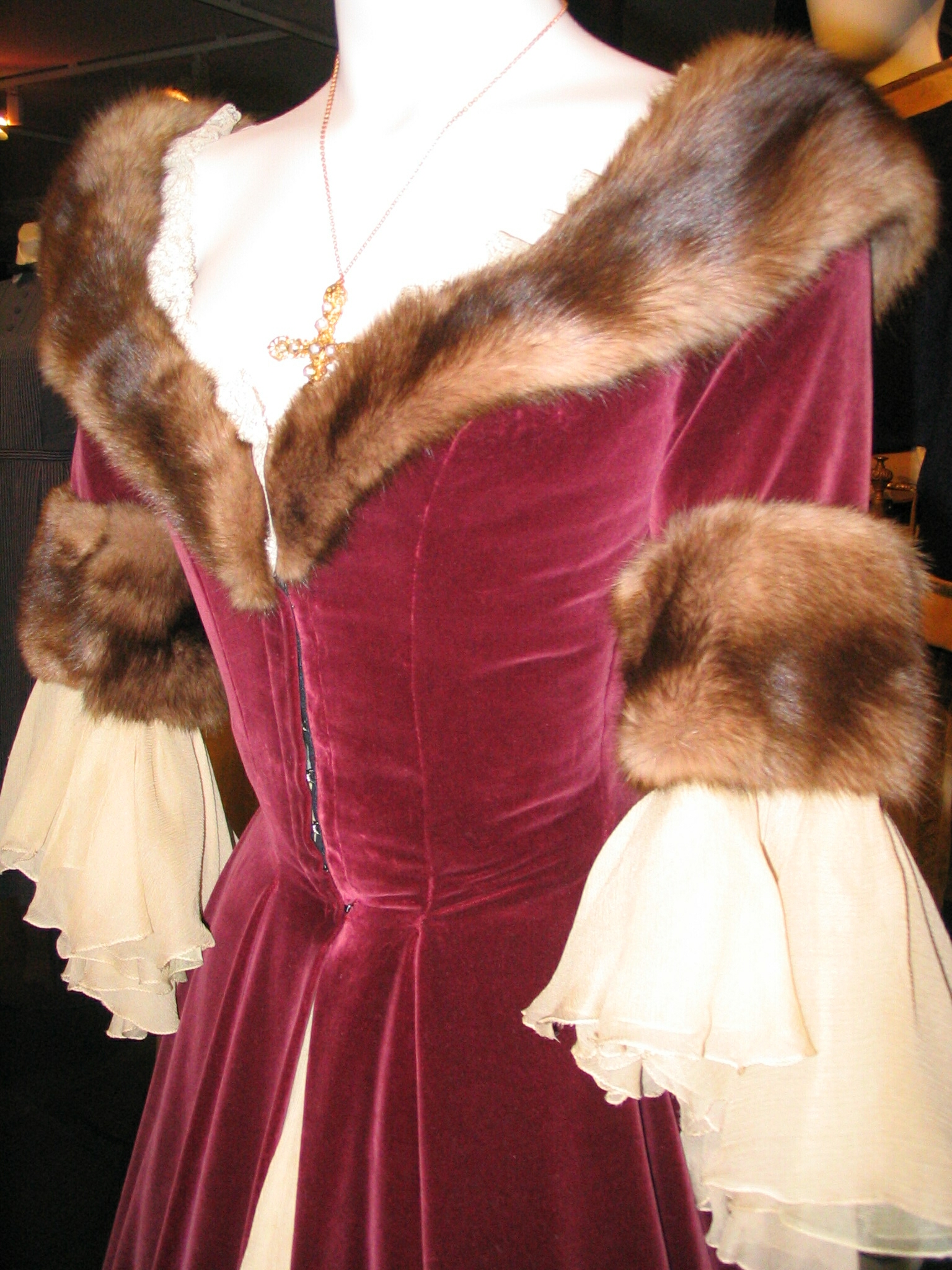
Костюм для роли Роми Шнайдер в фильме «Катя — некоронованная царица» (1959)

Художник по костюмам

### Фильмография
- 1938 — «Барнабе», реж. Александр Эсвей
- 1939 — «Отец и сын», реж. Жюльен Дювивье
- 1942 — «Фантастическая симфония», реж. Кристиан-Жак
- 1942 — «Синяя вуаль», реж. Жан Стелли
- 1942 — «Граф Монте-Кристо: Эдмон Дантес», реж. Робер Верне
- 1942 — «Граф Монте-Кристо: Возмездие», реж. Робер Верне
- 1943 — «Дамское счастье», реж. Андре Кайат
- 1943 — «Пьер и Жан», реж. Андре Кайат
- 1945 — «Пышка», реж. Кристиан-Жак
- 1946 — «Бесчестье и месть господина Роже», реж. Андре Кайат
- 1947 — «Месье Венсан», реж. Морис Клош
- 1947 — «Капитан Бломе», реж. Андре Фэйкс
- 1948 — «Le destin exécrable de Guillemette Babin», реж. Гийом Радо
- 1949 — «Веронские любовники», реж. Андре Кайат
- 1949 — «Божий суд», реж. Раймон Бернар
- 1949 — «Доктор Laennec», реж. Морис Клош
- 1949 — «Король», реж. Марк-Жильбер Савиньон
- 1950 — «Мой друг Сэнфуан», реж. Марк-Жильбер Савиньон
- 1950 — «Только я», реж. Марк-Жильбер Савиньон
- 1950 — «Картуш, „король“ Парижа», реж. Гийом Радо
- 1950 — «Fusillé à l’aube», реж. Андре Haguet
- 1951 — «Господин Фабр», реж. Анри Диаман-Берже
- 1951 — «Капитан Ардан», реж. Андре Звобода
- 1951 — «Дом Бонадьё», реж. Карло Рим
- 1951 — «Кнок», реж. Ги Лефранк
- 1952 — «Ночные красавицы», реж. Рене Клер
- 1952 — «Восхитительные создания», реж. Кристиан-Жак
- 1952 — «Зелёная перчатка», реж. Рудольф Мате
- 1952 — «Дамский цирюльник», реж. Жан Буайе
- 1952 — «Удовольствия Парижа», реж. Ральф Баум
- 1952 — «Traumschöne Nacht», реж. Ральф Баум
- 1952 — «Полночь, доктор Швейцер», реж. Андре Haguet
- 1953 — «Мадам де…», реж. Макс Офюльс
- 1953 — «Спальня старшеклассниц», реж. Анри Декуэн
- 1953 — «Враг общества № 1», реж. Анри Вернёй
- 1953 — «Дама с камелиями», реж. Раймон Бернар
- 1953 — «Рабыня», реж. Ив Чампи
- 1954 — «Красное и чёрное», реж. Клод Отан-Лара
- 1954 — «Королева Марго», реж. Жан Древиль
- 1954 — «Одержимость», реж. Жан Деланнуа
- 1954 — «Французский канкан», реж. Жан Ренуар
- 1954 — «Дело Маурициуса», реж. Жюльен Дювивье
- 1954 — «Семейная сцена», реж. Андре Бартоломье
- 1954 — «По указу царя», реж. Андре Haguet
- 1954 — «Les révoltés de Lomanach», реж. Ришар Потье
- 1955 — «Большие манёвры», реж. Рене Клер
- 1955 — «Ночная Маргарита», реж. Клод Отан-Лара
- 1955 — «Елена и мужчины», реж. Жан Ренуар
- 1955 — «Мужские разборки», реж. Жюль Дассен
- 1955 — «Чёрная папка», реж. Андре Кайат
- 1955 — «Сын Каролины Шери», реж. Жан Девевр
- 1955 — «Милорд Арсуйский», реж. Андре Haguet
- 1955 — «Гусары», реж. Алекс Жоффе
- 1956 — «Это случилось в Адене», реж. Мишель Буарон
- 1956 — «Добрый вечер Парижа» («Привет Парижа», «Привет любви»), реж. Ральф Баум, Герман Лайтнер
- 1956 — «Приключения Тиля Уленшпигеля», реж. Жерар Филип, Йорис Ивенс
- 1957 — «Человек в непромокаемом плаще», реж. Жюльен Дювивье
- 1957 — «Порт де Лила: На окраине Парижа», реж. Рене Клер
- 1958 — «Кристина», реж. Пьер-Гаспар Юи
- 1958 — «Корни неба», реж. Джон Хьюстон
- 1958 — «Игрок», реж. Клод Отан-Лара
- 1958 — «Максим», реж. Анри Вернёй
- 1958 — «Красавица и цыган», реж. Жан Древиль, Мартон Келети
- 1958 — «Целебный отвар», реж. Эрве Бромбергер
- 1958 — «Тереза Этьен», реж. Дени де Ла Пательер
- 1959 — «Катя — некоронованная царица», реж. Роберт Сиодмак
- 1959 — «Потанцуете со мной?», реж. Мишель Буарон
- 1959 — «Зелёная лошадь», реж. Клод Отан-Лара
- 1959 — «Секрет шевалье д’Эона», реж. Жаклин Одри
- 1960 — «Le tre eccetera del colonnello», реж. Клод Буассоль
- 1961 — «Три мушкетёра», реж. Бернар Бордери
- 1961 — «Граф Монте-Кристо», реж. Клод Отан-Лара
- 1961 — «Да здравствует Генрих IV, да здравствует любовь!», реж. Клод Отан-Лара
- 1961 — «Картуш», реж. Филипп де Брока
- 1961 — «Тысяча и одна ночь», реж. Марио Бава, Генри Левин
- 1962 — «Мандрен», реж. Жан-Поль ле Шануа
- 1962 — «Шевалье де Пардайан», реж. Бернар Бордери
- 1964 — «Анжелика — маркиза ангелов», реж. Бернар Бордери
- 1965 — «Великолепная Анжелика», реж. Бернар Бордери
- 1966 — «Анжелика и король», реж. Бернар Бордери
- 1967 — «Неукротимая Анжелика», реж. Бернар Бордери
- 1967 — «Ночь генералов», реж. Анатоль Литвак
- 1967 — «Идиот в Париже», реж. Серж Корбер
- 1967 — «25-й час», реж. Анри Вернёй
- 1968 — «Анжелика и султан», реж. Бернар Бордери
- 1968 — «Леди Гамильтон: Путь в высший свет» («Леди Гамильтон: Между бесчестьем и любовью»), реж. Кристиан-Жак
- 1969 — «Катрин», реж. Бернар Бордери
- 1969 — «Пассажир дождя», реж. Рене Клеман
- 1969 — «Безумная из Шайо», реж. Брайан Форбс, Джон Хьюстон
- 1970 — «Привет-прощай», реж. Жан Негулеско, Рональд Ним
- 1971 — «Нефтедобытчицы», реж. Кристиан-Жак, Ги Казариль
- 1972 — «Время для любви», реж. Кристофер Майлз
- 1972 — «На войне как на войне», реж. Бернар Бордери
- 1973 — «День шакала», реж. Фред Циннеман
- 1973 — «Маленький роман», реж. Джордж Рой Хилл
- 1974 — «Пиаф», реж. Ги Казариль
- 1976 — «Верная женщина», реж. Роже Вадим
- 1977 — «Глория», реж. Клод Отан-Лара
- 1979 — «Маленький роман», реж. Джордж Рой Хилл
- 1980 — «Скупой», реж. Луи де Фюнес, Жан Жиро
- 1981 — «Одинокая Коко Шанель», реж. Джордж Качендер
- 1983 — «Бенвенута», реж. Андре Дельво
- 1984 — «Форт Саган», реж. Ален Корно

### Телевидение
- 1962 — «Сид» (трагикомедия Пьера Корнеля), телефильм, реж. Роджер Иглесис
- 1962 — «Кентервильское привидение», телефильм, реж. Марсель Кревенн, в рамках программы молодёжного театра
- 1962 — «Капитанская дочка», телефильм, реж. Ален Боде, в рамках программы молодёжного театра
- 1962 — «Межзвёздный корабль», телефильм, реж. Ален Боде
- 1963 — «Все, что осень», телефильм, реж. Мишель Митрани
- 1974 — «Траур по Электре» (трилогия Юджина О’Нила), реж. Морис Казнёв
- 1978 — «Жан-Кристоф», мини-сериал, 9 серий, реж. Франсуа Вилье, с Клаусом Марией Брандауэром
- 1980 — «Парижские тайны», мини-сериал, реж. Андре Мишель
- 1980 — «Gaughin Savage», телефильм, реж. Филдер Кук
- 1984 — «Дама с камелиями», телефильм, реж. Десмонд Девис, с Гретой Скакки, Колином Фертом

### Театр
- 1951 — «Меч моего отца» Роджера Витрака, реж. Пьер Дукс (Парижский театр (Малый театр Парижа))
- 1955 — «Новички-любители» Жана-Люка Бернара, реж. Жан Меркур, с Дани Робен (Театр Монпарнас)
- 1979 — «La Puce à l’oreille» Жоржа Фейдо, реж. Жан-Лоран Коше, с Полем Ноэлем, Мишелем Омоном (Комеди Франсез)
- 1981 — «Шери», адаптация одноимённого романа Колетт, реж. Жан-Лоран Коше, с Мишель Морган, Жаном-Пьером Бувье, Одетт Лор (Театр Эстрады)

## Награды
- 1955 — номинация на премию «Оскар» за лучший дизайн костюмов вместе с Юрием Анненковым за фильм «Мадам де…»
- 1985 — номинация на премию «Сезар» за лучшие костюмы вместе с Коринн Жорри за фильм «Форт Саган»